# Cenocoelius
Cenocoelius är ett släkte av steklar som beskrevs av Alexander Henry Haliday 1840. Cenocoelius ingår i familjen bracksteklar.

## Dottertaxa tillCenocoelius, i alfabetisk ordning[1][2]
- Cenocoelius aartseni
- Cenocoelius analis
- Cenocoelius andirae
- Cenocoelius anuphrievi
- Cenocoelius ashmeadii
- Cenocoelius auricomis
- Cenocoelius brasiliensis
- Cenocoelius californicus
- Cenocoelius caryae
- Cenocoelius croceus
- Cenocoelius eous
- Cenocoelius erythrogaster
- Cenocoelius fahringeri
- Cenocoelius fasciipennis
- Cenocoelius floridanus
- Cenocoelius fortis
- Cenocoelius fragilis
- Cenocoelius huggerti
- Cenocoelius hyalinipennis
- Cenocoelius japonicus
- Cenocoelius kunashiri
- Cenocoelius longius
- Cenocoelius luscinia
- Cenocoelius magnus
- Cenocoelius medenbachii
- Cenocoelius minerva
- Cenocoelius necator
- Cenocoelius nigriceps
- Cenocoelius nigrisoma
- Cenocoelius ornaticornis
- Cenocoelius ornatipennis
- Cenocoelius paraguayensis
- Cenocoelius peraltus
- Cenocoelius peruanus
- Cenocoelius porteri
- Cenocoelius propinquus
- Cenocoelius pulcher
- Cenocoelius quadratus
- Cenocoelius repandus
- Cenocoelius ruficeps
- Cenocoelius sanguineiventris
- Cenocoelius saperdae
- Cenocoelius sculptilis
- Cenocoelius simulatrix
- Cenocoelius taiga
- Cenocoelius taiwanensis
- Cenocoelius tenuicornis
- Cenocoelius testaceus
- Cenocoelius tricolor
- Cenocoelius villaenovae